# Marocco ai X Giochi olimpici invernali
Il Marocco partecipò ai X Giochi olimpici invernali, svoltisi a Grenoble, Francia, dal 6 al 18 febbraio 1968, con una delegazione di 5 atleti impegnati in una disciplina.